# (9218) Ishiikazuo
(9218) Ishiikazuo  es un asteroide perteneciente al cinturón de asteroides, descubierto el 20 de noviembre de 1995 por Takao Kobayashi desde el Observatorio de Ōizumi, en Japón.

## Designación y nombre
Ishiikazuo se designó inicialmente como 1995 WV2.
Más adelante, en 2010 fue nombrado por  Kazuo Ishii (n. 1950), quien anteriormente  fue empleado en la fabricación de planetarios, trabaja desde 2005 como consultor arquitectónico en el diseño de instalaciones astronómicas. Su interés por la astronomía surgió tras la observación del cometa 1965 S1 (Ikeya-Seki).

## Características orbitales
Ishiikazuo orbita a una distancia media del Sol de 2,273 ua, pudiendo acercarse hasta 1,891 ua y alejarse hasta 2,655 ua. Tiene una excentricidad de 0,168 y una inclinación orbital de 2,825° grados. Emplea en completar una órbita alrededor del Sol 1251,55 días.

## Características físicas
Su magnitud absoluta es 14,38. Tiene 3,681 km de diámetro. Su albedo se estima en 0,248.